# Jeff Green
Jeff Green, właśc. Jeffrey Lynn Green (ur. 28 sierpnia 1986 w Cheverly) – amerykański koszykarz, występujący na pozycji niskiego skrzydłowego, od 2023 zawodnik Houston Rockets.
Absolwent Uniwersytetu Georgetown. Po karierze na college, został wybrany z 5. numerem w drafcie 2007 przez Boston Celtics, a następnie oddany do Seattle SuperSonics wraz z Wallym Szczerbiakiem i Delonte Westem w zamian za Raya Allena.

## Dzieciństwo i młodość
Jeff Green jest synem Jeffreya Greena Sr. oraz Felici Akingube. Uczęszczał On do szkoły średniej NorthWestern High School w Hyattsville w stanie Maryland, gdzie poprowadził swój zespół do stanowego mistrzostwa w 2004 roku. Po ogólniaku Green zdecydował się na przystąpienie do Uniwersytetu Georgetown, gdzie pozytywnie jego podanie rozpatrzył ówczesny trener Craig Esherick w 2003. Jednakże wkrótce po tym Esherick został zwolniony z posady trenera zanim Green kiedykolwiek go w ogóle zobaczył. Na stanowisko głównego trenera przyjęto Johna Thompsona III.

## College
Już na pierwszym roku jako freshmen w zespole Georgetown Hoyas, zdobył nagrodę dla najlepszego pierwszoroczniaka konferencji Big East Conference w 2005 (Big East Rookie of The Year) wraz z Rudy Gayem z Connecticut Huskies.
Rok później Green wraz z kolegą z zespołu Royem Hibbertem został wybrany do drugiego najlepszego zespołu konferencji Big East (All-Big East Second Team of the Year).
Jako junior na Uniwersytecie Georgetown poprowadził swój zespół do Final Four NCAA po raz pierwszy od 1985. W półfinale przeciwko drużynie Notre Dame Fighting Irish rzucił 30 punktów, zaś w finale 21 przeciwko Pittsburgh Panthers. Green poprowadził swój zespół do pierwszego tytułu Big East od roku 1989. Po tych wydarzeniach Green został wybrany do All-Big East First Team oraz został okrzyknięty najbardziej wybitnym zawodnikiem (Most Outstanding Player) turnieju Big East.
Zapisał się w historii swojej szkoły jako 17 na liście strzelców, 16 na liście najlepiej zbierających i 12 asystujących. Jeff był kapitanem zespołu Uniwersytetu Georgetown, który był prowadzony przez trenera Johna Thompsona III. Pewnego razu trener spytany co sądzi o Greenie odpowiedział: "Nie uwierzycie mi, ale to prawda: Jeff jest najbystrzejszym zawodnikiem jakiego to tej pory trenowałem".

## NBA
Jeff Green został wybrany z 5. numerem Draftu 2007 przez Boston Celtics z zamiarem oddania go wraz z Wallym Szczerbiakiem i Delonte Westem do Seattle SuperSonics za Raya Allena. W lutym 2011 brał udział w wymianie w ramach której trafił do Boston Celtics.
12 stycznia 2015 został wytransferowany w wymianie między trzema klubami do Memphis Grizzlies.
18 lutego 2016 w ramach wymiany między klubami trafił do Los Angeles Clippers w zamian za Lance'a Stephensona i wybór w pierwszej rundzie draftu.
7 lipca 2016 jako wolny agent podpisał kontrakt z Orlando Magic. 11 lipca 2017 został zawodnikiem Cleveland Cavaliers. 10 lipca 2018 zawarł umowę z Washington Wizards.
19 lipca został zawodnikiem Utah Jazz. 24 grudnia opuścił klub.
18 lutego 2020 podpisał 10-dniowa umowę z Houston Rockets. 28 lutego zawarł kontrakt do końca sezonu. 23 listopada dołączył do Brooklyn Nets. 11 sierpnia 2021 został zawodnikiem Denver Nuggets. 7 lipca 2023 zawarł po raz kolejny w karierze kontrakt z Houston Rockets.

## Osiągnięcia

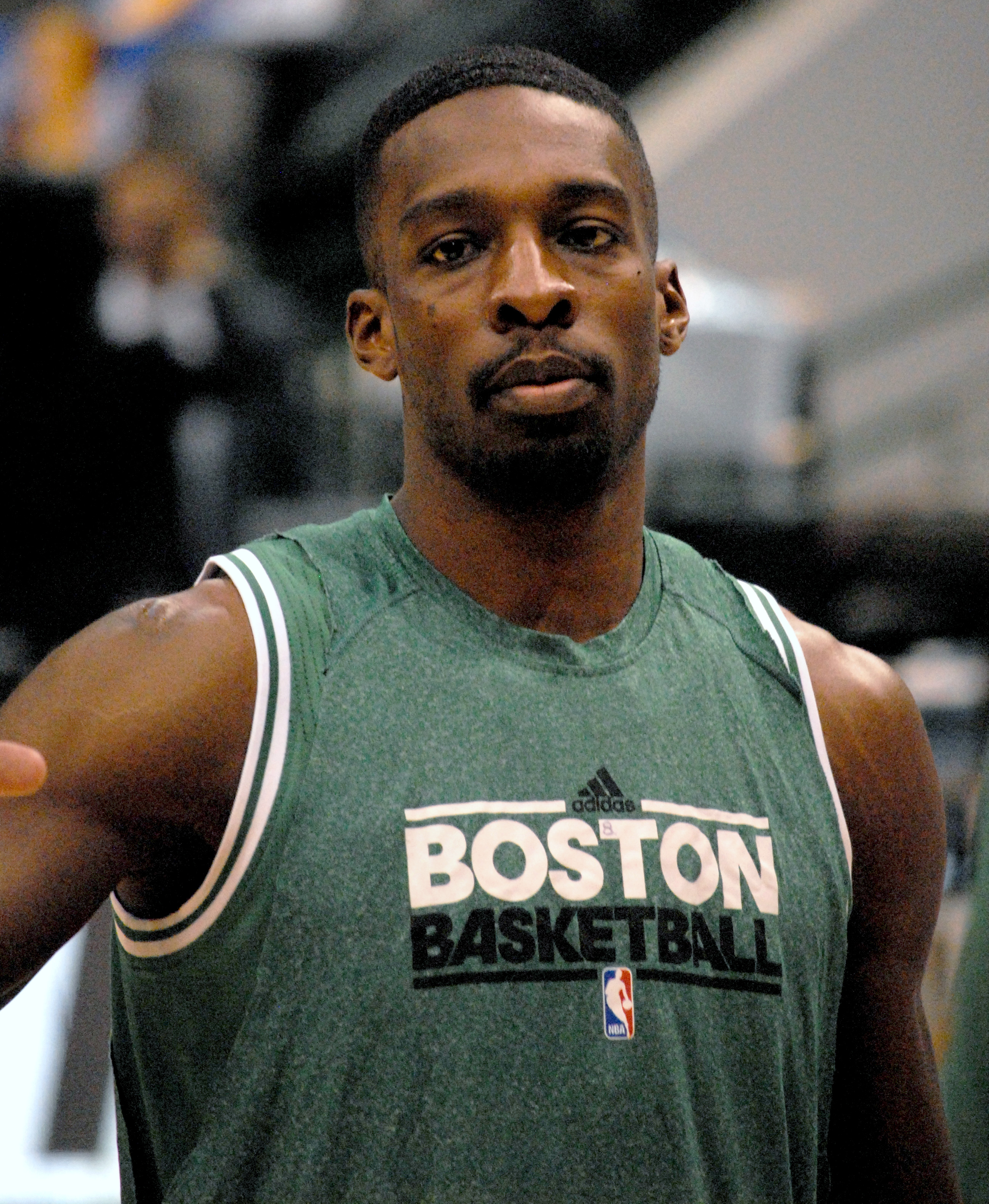
Green w marcu 2013, w barwach Celtics.

Stan na 20 września 2023, na podstawie, o ile nie zaznaczono inaczej.
NCAA
- Uczestnik:
  - NCAA Final Four (2007)
  - rozgrywek Sweet Sixteen turnieju NCAA (2006, 2007)
- Mistrz:
  - turnieju konferencji Big East (2007)
  - sezonu zasadniczego Big East (2007)
- Zawodnik roku konferencji Big East (2007)[14]
- MVP turnieju Big East (2007)[15]
- Debiutant roku Big East (2005)[16]
- Zaliczony do:
  - I składu:
    - Big East (2007)
    - debiutantów Big East (2005)

  - II składu:
    - All-American (2007 przez USBWA)
    - Big East (2006)

  - III składu All-American (2007 przez AP, NABC)
  - składu Big East honorable mention (2005)

NBA
- Mistrz NBA (2023)[17]
- Zaliczony do I składu debiutantów NBA (2008)[18]
- Uczestnik Rising Stars Challenge (2008, 2009)

## Statystyki
Stan na koniec sezonu 2023/24, na podstawie.

### Sezon regularny
| Sezon   | Drużyna       | M    | S5  | MPG  | FG%   | 3P%   | FT%   | RPG | APG | SPG | BPG | PPG  |
| ------- | ------------- | ---- | --- | ---- | ----- | ----- | ----- | --- | --- | --- | --- | ---- |
| 2007/08 | Seattle       | 80   | 52  | 28,2 | 42,7% | 27,6% | 74,4% | 4,7 | 1,5 | 0,6 | 0,6 | 10,5 |
| 2008/09 | Oklahoma City | 78   | 78  | 36,8 | 44,6% | 38,9% | 78,8% | 6,7 | 2,0 | 1,0 | 0,4 | 16,5 |
| 2009/10 | Oklahoma City | 82   | 82  | 37,1 | 45,3% | 33,3% | 74,0% | 6,0 | 1,6 | 1,3 | 0,9 | 15,1 |
| 2010/11 | Oklahoma City | 49   | 49  | 37,0 | 43,7% | 30,4% | 81,8% | 5,6 | 1,8 | 0,8 | 0,4 | 15,2 |
| 2010/11 | Boston        | 26   | 2   | 23,5 | 48,5% | 29,6% | 79,4% | 3,3 | 0,7 | 0,5 | 0,6 | 9,8  |
| 2012/13 | Boston        | 81   | 17  | 27,8 | 46,7% | 38,5% | 80,8% | 3,9 | 1,6 | 0,7 | 0,8 | 12,8 |
| 2013/14 | Boston        | 82   | 82  | 34,2 | 41,2% | 34,1% | 79,5% | 4,6 | 1,7 | 0,7 | 0,6 | 16,9 |
| 2014/15 | Boston        | 33   | 33  | 33,1 | 43,4% | 30,5% | 84,0% | 4,3 | 1,6 | 0,8 | 0,4 | 17,6 |
| 2014/15 | Memphis       | 45   | 37  | 30,2 | 42,7% | 36,2% | 82,5% | 4,2 | 1,8 | 0,6 | 0,5 | 13,1 |
| 2015/16 | Memphis       | 53   | 31  | 29,1 | 43,1% | 30,9% | 80,0% | 4,5 | 1,8 | 0,8 | 0,4 | 12,2 |
| 2015/16 | L.A. Clippers | 27   | 10  | 26,3 | 42,7% | 32,5% | 61,5% | 3,4 | 1,5 | 0,7 | 0,8 | 10,9 |
| 2016/17 | Orlando       | 69   | 11  | 22,2 | 39,4% | 27,5% | 86,3% | 3,1 | 1,2 | 0,5 | 0,2 | 9,2  |
| 2017/18 | Cleveland     | 78   | 14  | 23,4 | 47,7% | 31,2% | 86,8% | 3,2 | 1,3 | 0,5 | 0,4 | 10,8 |
| 2018/19 | Washington    | 77   | 44  | 27,2 | 47,5% | 34,7% | 88,8% | 4,0 | 1,8 | 0,6 | 0,5 | 12,3 |
| 2019/20 | Utah          | 30   | 2   | 18,4 | 38,5% | 32,7% | 77,8% | 2,7 | 0,7 | 0,4 | 0,3 | 7,8  |
| 2019/20 | Houston       | 18   | 2   | 22,6 | 56,4% | 35,4% | 85,7% | 2,9 | 1,7 | 0,8 | 0,5 | 12,2 |
| 2020/21 | Brooklyn      | 68   | 38  | 27,0 | 49,2% | 41,2% | 77,6% | 3,9 | 1,6 | 0,5 | 0,4 | 11,0 |
| 2021/22 | Denver        | 75   | 63  | 24,7 | 52,4% | 31,5% | 83,3% | 3,1 | 1,3 | 0,4 | 0,4 | 10,3 |
| 2022/23 | Denver        | 56   | 4   | 19,5 | 48,8% | 28,8% | 74,4% | 2,6 | 1,2 | 0,3 | 0,3 | 7,8  |
| 2023/24 | Houston       | 78   | 6   | 16,8 | 45,6% | 33,1% | 81,9% | 2,3 | 0,9 | 0,2 | 0,4 | 6,5  |
| Razem   |               | 1185 | 657 | 27,7 | 45,0% | 33,7% | 80,4% | 4,1 | 1,5 | 0,6 | 0,5 | 12,0 |

### Play-offy
| Sezon | Drużyna       | M   | S5 | MPG  | FG%   | 3P%   | FT%   | RPG | APG | SPG | BPG | PPG  |
| ----- | ------------- | --- | -- | ---- | ----- | ----- | ----- | --- | --- | --- | --- | ---- |
| 2010  | Oklahoma City | 6   | 6  | 37,3 | 32,9% | 29,6% | 85,0% | 4,7 | 1,7 | 0,7 | 0,5 | 11,8 |
| 2011  | Boston        | 9   | 0  | 19,2 | 43,4% | 43,8% | 72,2% | 2,7 | 0,2 | 0,6 | 0,4 | 7,3  |
| 2013  | Boston        | 6   | 6  | 43,0 | 43,5% | 45,5% | 84,4% | 5,3 | 2,3 | 0,3 | 0,7 | 20,3 |
| 2015  | Memphis       | 11  | 2  | 27,1 | 33,3% | 22,2% | 84,6% | 4,7 | 1,7 | 0,5 | 0,5 | 8,9  |
| 2016  | L.A. Clippers | 6   | 1  | 26,5 | 45,7% | 40,0% | 60,0% | 3,2 | 0,7 | 1,0 | 0,3 | 10,2 |
| 2018  | Cleveland     | 22  | 2  | 23,8 | 40,8% | 30,0% | 71,7% | 2,4 | 1,5 | 0,3 | 0,7 | 7,7  |
| 2020  | Houston       | 12  | 0  | 28,4 | 49,5% | 42,6% | 82,4% | 5,0 | 1,6 | 0,5 | 0,5 | 11,6 |
| 2021  | Brooklyn      | 6   | 1  | 24,7 | 48,5% | 55,6% | 87,5% | 2,8 | 1,7 | 0,5 | 0,3 | 8,2  |
| 2022  | Denver        | 5   | 5  | 22,6 | 35,3% | 37,5% | 80,0% | 3,6 | 0,4 | 0,6 | 0,4 | 3,8  |
| 2023  | Denver        | 20  | 0  | 17,2 | 45,2% | 32,1% | 89,5% | 1,6 | 0,7 | 0,3 | 0,4 | 4,1  |
| Razem |               | 103 | 23 | 25,0 | 41,6% | 36,5% | 78,6% | 3,2 | 1,2 | 0,4 | 0,5 | 8,5  |